# Petstrana rotunda
| Petstrana rotunda       | Petstrana rotunda                            |
| ----------------------- | -------------------------------------------- |
|                         |                                              |
| Vrsta                   | Johnsonovo telo J5-J6-J7                     |
| Vrsta stranskih ploskev | 10 trikotnikov 1+5 petkotnikov 1 desetkotnik |
| Stranske ploskve        | 17                                           |
| Robovi                  | 35                                           |
| Oglišča                 | 20                                           |
| Dualni polieder         | -                                            |
| Konfiguracija oglišča   | 2.5(3.4.3.5) 10(3.5.10)                      |
| Simetrijska grupa       | C5v                                          |
| Vrtilna grupa           | C5, [5]+, (55)                               |
| Značilnosti             | konveksna                                    |
| mreža telesa            |                                              |

Petstrana rotunda je eno izmed Johnsonovih teles (J6). Lahko se jo obravnava tudi kot polovico ikozidodekaedra.
V letu 1966 je Norman Johnson (rojen 1930) imenoval in opisal 92 teles, ki se sedaj imenujejo Johnsonova telesa.

## Prostornina in površina ter polmer očrtane sfere in višina
Naslednji izrazi za prostornino V in površino P ter očrtane sfere R in njene višine H so uporabni za vse stranske ploskve, ki so pravilne in imajo dolžino roba 1:  

{\displaystyle V=\left({\frac {1}{12}}\left(45+17{\sqrt {5}}\right)\right)a^{3}\approx 6,91776...a^{3}\!\,,}
{\displaystyle P=\left({\frac {1}{2}}\left(5{\sqrt {3}}+{\sqrt {10\left(65+29{\sqrt {5}}\right)}}\right)\right)a^{2}=\left({\frac {1}{2}}{\sqrt {5\left(145+58{\sqrt {5}}+2{\sqrt {30\left(65+29{\sqrt {5}}\right)}}\right)}}\right)a^{2}\approx 22,3472...a^{2}\!\,,}
{\displaystyle R=\left({\frac {1}{2}}\left(1+{\sqrt {5}}\right)\right)a\approx 1,61803...a\!\,,}
{\displaystyle H=\left({\sqrt {1+{\frac {2}{\sqrt {5}}}}}\right)a\approx 1,37638...a\!\,.}

## Dualni polieder
Dualno telo petstrane rotunde ima 20 stranskih ploskev: 5 trikotnikov, 5 rombov in 5 deltoidov. 
| dualno telo petstrane rotunde | mreža dualnega telesa |
| ----------------------------- | --------------------- |
|                               |                       |